# Simulium ramosum
Simulium ramosum är en tvåvingeart som beskrevs av Puri 1932. Simulium ramosum ingår i släktet Simulium och familjen knott. Inga underarter finns listade i Catalogue of Life.